# Рушничний гранатомет M7
Рушничний гранатомет M7 — 22-мм рушничний гранатомет, сумісний з M1 Garand (був спеціально виготовлений під цю гвинтівку).

## Передісторія
Під час Першої світової війни Сполучені Штати не мали власних гвинтівочних гранат. Ними використовувалась французька граната VB, адаптована під гвинтівку Springfield M1903. У 1928 році ця система була визнана застарілою. Але заміна не була проведена в той же час, позаяк деякі військові начальники поставили під сумнів необхідність в майбутньому гвинтівочних гранат.
На початку Другої світової війни виникла необхідність у застосуванні рушничних гранатометів, оскільки було очевидним здатність рушничних гранатометів вистрілювати гранати далі ніж це робили солдати голіруч. У 1941 році були випущені два варіанти (М1 і М2) для гвинтівок M1903 і M1917, відповідно.

## Опис
Після надходження у війська напівавтоматичної гвинтівки Garand, в 1943 р., на озброєння Армії Сполучених штатів Америки був поставлений гвинтівковий гранатомет М7, який був модернізований: якщо раніше для подальшої стрільби з гвинтівки звичайними боєприпасами гранатомет потрібно було зняти, то після пострілу гранатою з М7 було потрібно лише повернути газовий вентиль і гвинтівка «Garand» була знову готова до стрільби звичайними патронами.
Рушничний гранатомет М7 встановлювався на ствол гвинтівки і закріплювався на платформі для багнета, а граната насаджувалася на сам гранатомет, на зовнішній стороні якого були спеціальні риски. Саме за допомогою цих насічок визначалася приблизна дальність стрільби. Гранати з М7 (як і із багатьох гвинтівочних гранатометів) вистрілювали завдяки спеціальному патрону без кулі: порохові гази створювали тиск який «вистрілював гранату». Максимальна дальність стрільби такого гранатомета становила 200 метрів.
Крім використання спеціальних гвинтівочних гранат, для метання ручних гранат за допомогою гранатомета був передбачений адаптер. Адаптер являв собою відрізок труби, внутрішній діаметр якої був трохи більшим за діаметр насадки. На одному кінці труби приварювали кільцевий стабілізатор з декількома пір'ями, на іншому кріпилися чотири вигнутих пластинки. До однієї з платівок прикріплювали фіксатор скоби. Граната вставлялася в імпровізований «кошик», скоба її входила в фіксатор. Після цього запобіжну чеку видаляли і виконували постріл.

## Використання
Гвинтівочний гранатомет М7 активно використовувався американськими військами на всіх фронтах Другої Світової війни, а після її закінчення — у Корейській війні (1950–1953 рр.). Всі ці роки М7 постійно модифікували під різні види гранат. Перша модель виключала можливість ведення напівавтоматичного вогню з гвинтівки (надлишок порохових газів стравлювати через відкритий газовий клапан не даючи можливості ведення напівавтоматичного вогню), у модифікаціях М7А1 і М7А2 це було виправлено: стрілець міг не знімаючи гранатомета вести вогонь у напівавтоматичному режимі. Під час Корейської війни пройшла ще одна модернізація гранатомета М7: через збільшення самої гранати довелося і подовжити насадку. Так вийшов кінцевий варіант розвитку гранатомета — М7А3.
Після закінчення війни в Кореї М7А3 знімають з виробництва, але вони ще деякий час стоять на озброєнні, поступово поступаючись місцем на полі бою ручним і підствольним гранатометам.